# Louise Attaque
Louise Attaque (читается: Луиз Атак, досл.: «Луиза атакует») — французская рок-группа, образовавшаяся в 1994 году в Париже и выпустившая свой первый альбом в апреле 1997 года.

## История группы
В 1990 году Гаэтан Руссель (вокал, гитара) и Робен Фей (бас-гитара), вместе учившиеся в лицее города Монтаржи, а также Александр Маграфф (ударные) организовали рок-группу Caravage — в честь итальянского художника. В 1994 году после прихода Арно Самуэля (скрипка) на основе Caravage была создана группа Louise Attaque.
Группа постепенно приобрела известность благодаря концертам, не присутствуя в эфирах радиостанций. В 1997 году был выпущен одноимённый дебютный альбом, побивший рекорды продаж во Франции. В 1999 году получила премию Виктуар де ля мюзик в номинации лучшая группа года.
В 2000 году появился второй альбом, а уже в следующем году группа приостановила деятельность. Руссель и Самуэль образовали группу Tarmac, а Фей и Маграфф стали участниками Ali Dragon.
В 2005 году группа воссоединилась для записи третьего альбома À plus tard crocodile, но вскоре последовал новый перерыв.
В 2015 году группа вновь воссоединилась, однако уже без ударника Александра Маграффа. В 2016 году был выпущен очередной альбом Anomalie, при этом звучание группы эволюционировало в сторону электро-попа.
В 2022 году появился пятый студийный альбом группы Planète Terre.

## Состав
- Гаэтан Руссель — вокал, гитара (1994—2001, 2005—2007, с 2015)
- Робен Фей — бас-гитара (1994—2001, 2005—2007, с 2015)
- Арно Самуэль — скрипка, гитара, фортепиано (1994—2001, 2005—2007, с 2015)
- Николя Мюссе — ударные (с 2015)

Бывшие участники группы
- Александр Маграфф — ударные (1994—2001, 2005—2007)

## Дискография
- Louise Attaque (1997)
- Comme on a dit (2000)
- À plus tard crocodile (2005)
- Anomalie (2016)
- Planète Terre (2022)